# Symphonie no 3 de Furtwängler
Pour les articles homonymes, voir Symphonie no 3.
La Symphonie no 3 en ut dièse mineur de Wilhelm Furtwängler a été écrite entre 1951 et 1954. 
La symphonie comporte quatre mouvements :
1. Largo
2. Allegro
3. Adagio
4. Allegro assai

Les quatre mouvements portent des titres de programme : Désastre, Sous la contrainte à la vie, Au-delà et Le conflit continue. Au moment de son décès, Furtwängler était toujours en train de travailler au dernier mouvement. En 1956, Joseph Keilberth a conduit l'Orchestre philharmonique de Berlin lors de la création des trois premiers mouvements. Elisabeth Furtwängler n'a permis l'exécution du final que beaucoup plus tard. Yehudi Menuhin a dirigé la  première exécution publique de l'œuvre complète en 1986, quatre ans après une retransmission par les studios de la BBC d'un concert de l'Orchestre symphonique de la BBC dirigé par Brian Wright.

## Discographie
En complément à l'enregistrement par Furtwängler de sa Symphonie nº 2 avec l'Orchestre philharmonique de Berlin, le label Orfeo a enregistré Wolfgang Sawallisch à la tête de l'Orchestre d'état de Bavière. L'enregistrement de Sawallisch ne contient pas le Final, mais la symphonie entière a été enregistrée par Alfred Walter conduisant l'Orchestre symphonique de la RTBF pour le label Marco Polo et par George Alexander Albrecht conduisant la Staatskapelle de Weimar pour Arte Nova, respectivement.